# Aulhat-Saint-Privat
Aulhat-Saint-Privat – miejscowość i dawna gmina we Francji, w regionie Owernia-Rodan-Alpy, w departamencie Puy-de-Dôme. W 2013 roku jej populacja wynosiła 420 mieszkańców. 
W dniu 1 stycznia 2016 roku z połączenia dwóch ówczesnych gmin – Aulhat-Saint-Privat oraz Flat – utworzono nową gminę Aulhat-Flat. Siedzibą gminy została miejscowość Flat. 